# 笠松郵便局
笠松郵便局（かさまつゆうびんきょく）
- 岐阜県羽島郡笠松町にある郵便局。本記事にて記述する。
- 福岡県宮若市にある郵便局。局番号は74479。

笠松郵便局（かさまつゆうびんきょく）は岐阜県羽島郡笠松町にある郵便局。民営化前の分類では集配普通郵便局であった。

## 概要
- 住所：〒501-6199 岐阜県羽島郡笠松町友楽町39

## 沿革
- 1872年（明治5年）旧2月 - 笠松郵便取扱所として開設[1]。
- 1873年（明治6年）3月 - 笠松郵便役所となる。
- 1875年（明治8年）1月1日 - 笠松郵便局（三等）となる。
- 1878年（明治11年）8月1日 - 為替取扱を開始。
- 1879年（明治12年） - 貯金取扱を開始。
- 1891年（明治24年）1月16日 - 笠松郵便電信局となる。
- 1903年（明治36年）4月1日 - 通信官署官制の施行に伴い笠松郵便局となる。
- 1956年（昭和31年）9月21日 - 電話通話および和文電報受付事務の取扱を開始[2]。
- 1977年（昭和52年）12月5日 - 笠松町清住町から、同町字友楽町に局舎を新築、移転。
- 時期不明 1988年（昭和63年）頃 - 江南郵便局から羽島郡川島町（現：各務原市）内の集配業務を移管。
- 1999年（平成11年） - 外国通貨の両替および旅行小切手の売買に関する業務取扱を開始。
- 2007年（平成19年）10月1日 - 民営化に伴い、併設された郵便事業笠松支店に一部業務を移管。
- 2012年（平成24年）10月1日 - 日本郵便株式会社発足に伴い、郵便事業笠松支店を笠松郵便局に統合。

## 取扱内容
- 郵便、印紙、ゆうパック、内容証明
- 貯金、為替、振替、振込、国際送金、国債、投資信託
- 生命保険、バイク自賠責保険、自動車保険、がん保険、引受条件緩和型医療保険、変額年金保険
- ゆうちょ銀行ATM
- 「501-60xx」「501-61xx」区域（羽島郡笠松町の全域、羽島郡岐南町の全域、岐阜市のうち大脇・高河原・茶屋新田・次木・日置江・柳津町、各務原市（旧羽島郡川島町域））の集配業務
- ゆうゆう窓口

## 周辺
- 笠松町役場
- 笠松町厚生会館
- 笠松競馬場
- 岐阜県立岐阜工業高等学校
- 笠松町立笠松中学校
- 笠松町こども館
- 羽島郡広域連合消防本部・西消防署
- 笠松刑務所
- 木曽川
- 境川

## アクセス
- 名鉄竹鼻線 西笠松駅から北西へ約400m、徒歩で約5分。
- 笠松町公共施設巡回町民バス「笠松郵便局前」停留所下車。
- 東海北陸自動車道 一宮木曽川ICから北西へ約5.5km、岐阜各務原ICから南西へ約6.5km。
- 駐車場あり：14台